# اوشزنوردر
اوشزنوردر (به آلمانی: Hamburg-Ochsenwerder) یک منطقهٔ مسکونی در آلمان است که در هامبورگ واقع شده‌است. اوشزنوردر ۲٬۵۳۶ نفر جمعیت دارد.